# Serpukhovsky (huyện)
Huyện Serpukhovsky (tiếng Nga: ? райо́н) là một huyện hành chính tự quản (raion), của Tỉnh Moskva, Nga. Huyện có diện tích 1066 km², dân số thời điểm ngày 1 tháng 1 năm 2000 là 34100 người. Trung tâm của huyện đóng ở Serpukhov.